# 玉環米麵
玉環米麵是中國浙江省玉环市的一種食品，其特點為細長、色泽洁净、口感清爽。

## 歷史
傳說中古時玉环岛的渔民因出海所需而制造出米面。明朝洪武二十年（1387年），汤和在玉环抵禦倭寇時，據說其將士以玉環米麵為主食，較方便快捷。嘉靖四十年（1561年），戚继光部将胡震在玉环抵禦倭寇時，其將士亦是以當地米麵為主食。
至今玉環米麵仍是玉環的特產，其中尤以沙门镇张岙村生產的米面最為出名。